# La Course des belles-mères
La Course des belles-mères è un cortometraggio muto del 1907 diretto da Louis Feuillade.

## Trama
Il comune di Fouilly les Oies in occasione della celebrazione del paese, ha deciso di organizzare una gara sensazionale: il fortunato vincitore riceverà come premio, il ragazzo più bello del paese.

## Fonti[1]
- Henri Bousquet: annunciata nel supplemento del maggio 1907
- Susan Dalton: Film Pathé Brothers - Supplemento. Parigi: Pathé, maggio 1907, p 012-013
- Catalogo Pathé Dall'anno 1896 al 1914 (1907-1909), di Henri Bousquet, p 019
- Bures-sur-Yvette, Edizioni Henri Bousquet, 1994-2004

## Proiezioni[1]
1. Omnia Pathé, Parigi, 3.5.1907
2. Pathé Grolée, Lione, 24.5.1907

## Produzione
Il film fu prodotto dalla Société des Etablissements L. Gaumont

## Distribuzione
Distribuito dalla Pathé Frères, uscì nelle sale cinematografiche francesi nel 1907. Venne distribuito negli Stati Uniti il 29 giugno 1907 con il titolo Mother-in-Law's Race, importato dalla Pathé.